# Пикет (линейный объект)
Пикет (фр. piquet — «кол») — единица измерения на линейных объектах, как правило на железных дорогах, для уточнения местонахождения на отдельном километре.
Происходит из геодезии, где применяется как точка на местности, высота которой определяется при геодезической съемке.
Также в геодезии обозначает материальный объект, а именно небольшой деревянный кол с порядковым номером, забиваемый в землю при нивелировке и оставляемый в дальнейшем для производимых после нивелирования земляных работ.
Согласно определению в Толковом словаре Ушакова пикет представляет собой меру железнодорожного пути, одну десятую (символ ⅒, код в системе Юникода U+2152).